# جيمي جونز (لاعب كرة قدم أمريكية)
جيمي جونز (بالإنجليزية: Jimmie Jones) (و. 1966  م) هو لاعب كرة قدم أمريكية أمريكي، ولد في ليكلاند، فلوريدا، مركز لعبه هو معرقل دفاعي.

## التعليم
تعلم في Okeechobee High School ‏
.

## وصلات خارجية
- جيمي جونز على موقع IMDb (الإنجليزية)
- جيمي جونز على موقع مرجع كرة القدم المحترفة.كوم (الإنجليزية)

- جيمي جونز في قاعدة بيانات الأفلام على الإنترنت